# Káda István
Káda István (Pásztó, 1617 – Nagyszombat, 1695. szeptember 23.) erdélyi katolikus püspök.

## Élete
1650-ben mint az egri egyházmegye papnövendéke lépett a nagyszombati papnevelő intézetbe. A hittudományok elvégzése után 1654-ben egyházmegyéjébe visszaküldetvén, ott mint lelkész működött. 1661-ben már nyitrai kanonok volt; utóbb éneklőkanonokká léptették elő, 1668 körül pedig pásztói apáttá nevezték ki. Wesselényi Ferenc nádor 1661. április 4-én kelt rendeletére a káptalan kiküldötte, hogy Viszosányi Imre nádori biztossal illavai Lászlóffy Jánost és nejét Chalticzky Borbálát csalticzi birtokukba beiktassa. 1676. április 22-én az esztergomi főkáptalanba ment át, ahol nógrádi, majd gömöri főesperessé lett. 1690-ben erdélyi püspökké szentelték föl.  

## Munkája
- Magyar versekben megírta a nagyszombati 1683. nagy tűzvészt (Katona emlékezik meg róla ekképen: Versibus humngaricis descripsit incendium et excidium Civitatis Tyrnaviensis auctoribus Tökölyanis circa 1684. Megjelenéséről nincsen adat.)